# Арија Сана (Лече)
Арија Сана (итал. Aria Sana) је насеље у Италији у округу Лече, региону Апулија.
Према процени из 2011. у насељу је живело 793 становника. Насеље се налази на надморској висини од 47 м.